# ES 499.1
363 (До 1987 року — серія ES 499.1)— чотирьохвісний двосистемний електровоз, використовується залізницями Чехії та Словаччини для водіння вантажних і пасажирських поїздів. Є найпоширенішим чеським електрозом подвійної системи живлення.

## Історія

### Поставки
Всього було виготовлено 181 електровоз для Чехословацьких залізниць

## Модернізації та споріднені моделі
З початку проектування 363 локомотив задумувався як основа для уніфікованого модельного ряду універсальних локомотивів. Головні конструктивні вузли мали бути однаковими для всіх моделей, а різниця була лиш в окремих деталях. З часом з'явилося декілька моделей:
- 162 - версія електровозу 163 з конструкційною швидкістю 140 км/год
- 163 (E 499.3) - електровоз постійного (3 кВ) струму
- 263 (S 499.2) - електровоз змінного (25 кВ 50 Гц) струму, з модернізованою (порівняно з 363) регуляцією та використанням електроніки (до прикладу, в 263 002 вперше серед чехословацьких електровозів був встановлений процесор)
- 361 - двосистемний (на 3 кВ постійнного та 25 кВ 50 Гц змінного) локомотив, який є модернізацією словацьких 162 і 163, крім того, конструкційна швидкість підвищена (залежно від модифікації) до 140 або 160 км/год
- 362 - версія електровозу 363 з конструкційною швидкістю 140 км/год
- 363.5 - модернізація чеських 163 з переробкою на двосистемники
- 371 - версія електровозу 372 з конструкційною швидкістю 160 км/год
- 372 (ES 499.2) - двосистемний (на 3 кВ постійнного та 15 кВ 16,7 Гц змінного) електровоз для міжнародних перевезень між НДР та ЧССР

Також проектувалися, та не були випущені електровози моделей 262 (версія електровозу 263 з конструкційною швидкістю 140 км/год) та 360 (дослідний двосистемний електровоз з конструкційною швидкістю 180 км/год).
Незважаючи на те, що електровози моделі 131 мають схожу з ними зовнішність, їхня конструкція в цілому відрізняється від моделі 363.

## Галерея

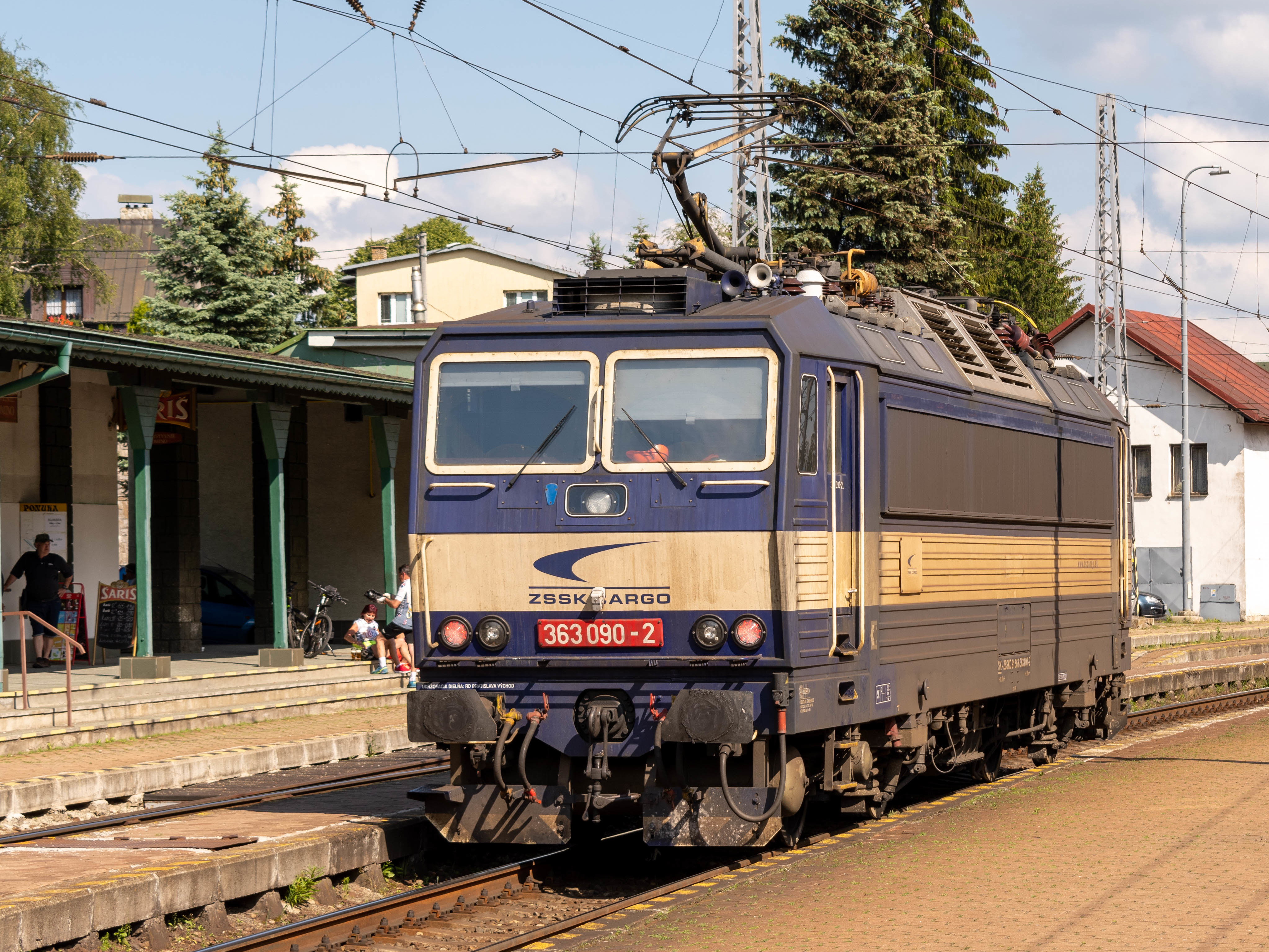
Електровоз 363.090 в Штрба
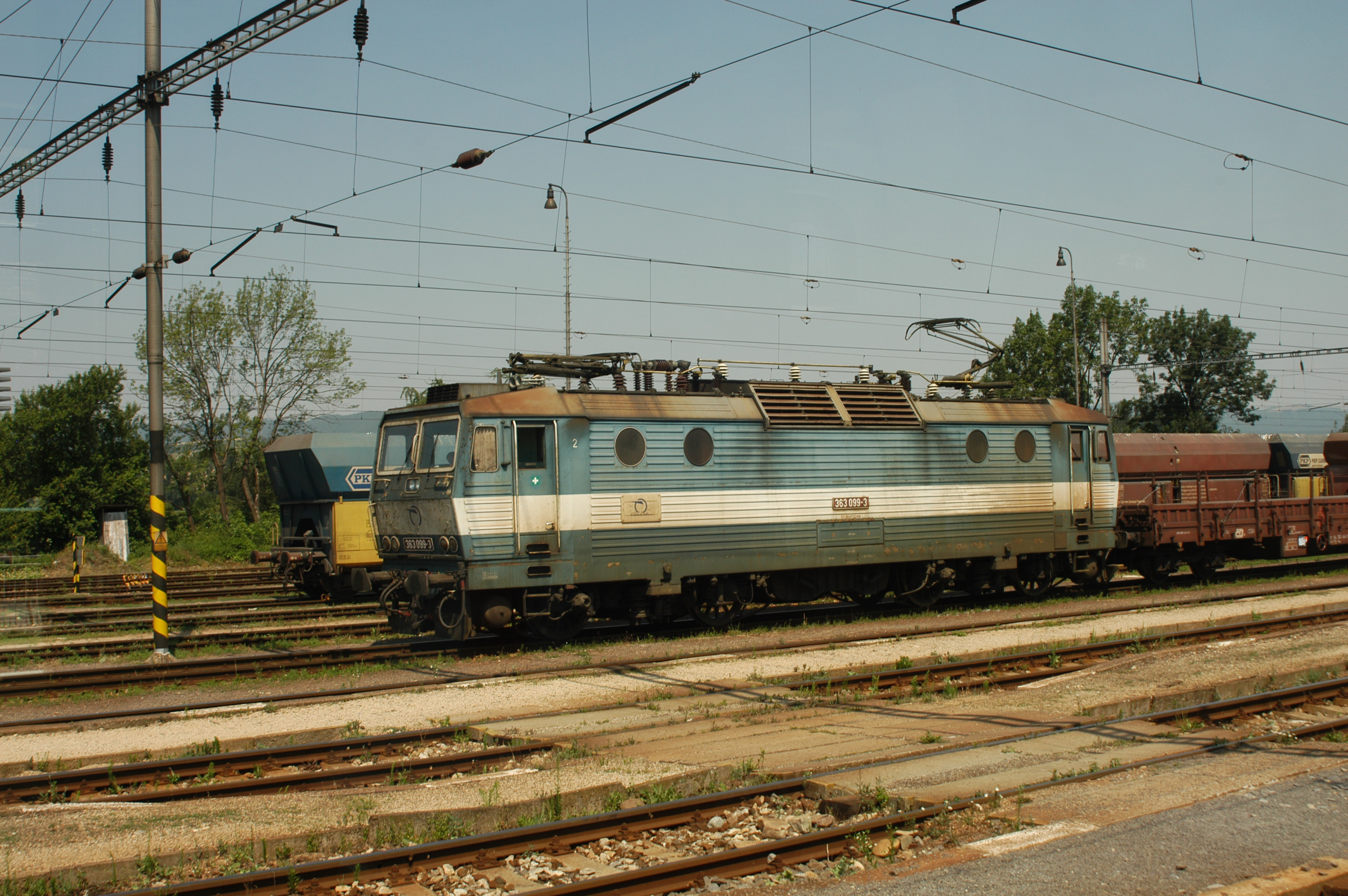
Електровоз 363.099 Словацьких залізниць
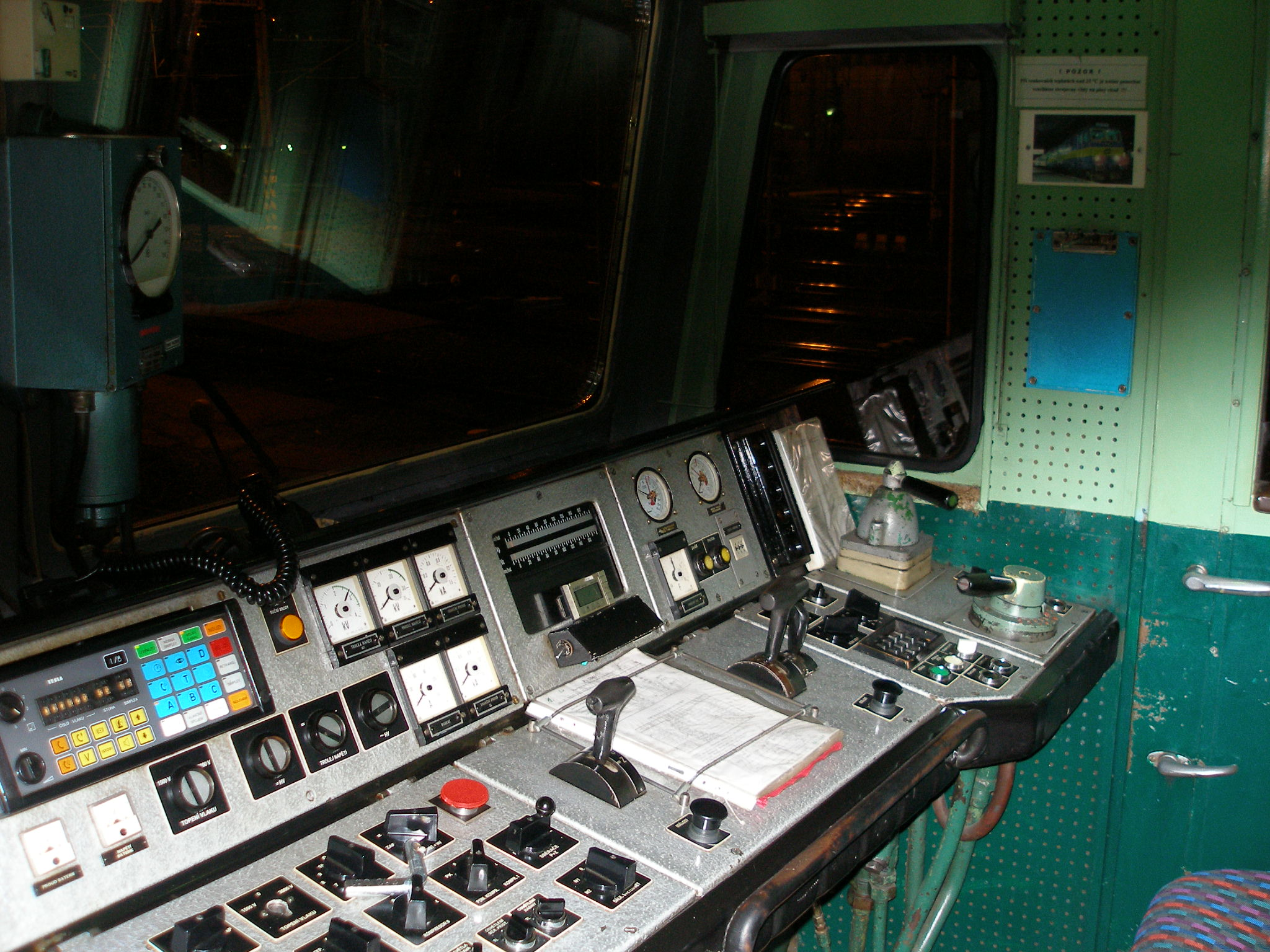
Пульт в кабіні машиніста
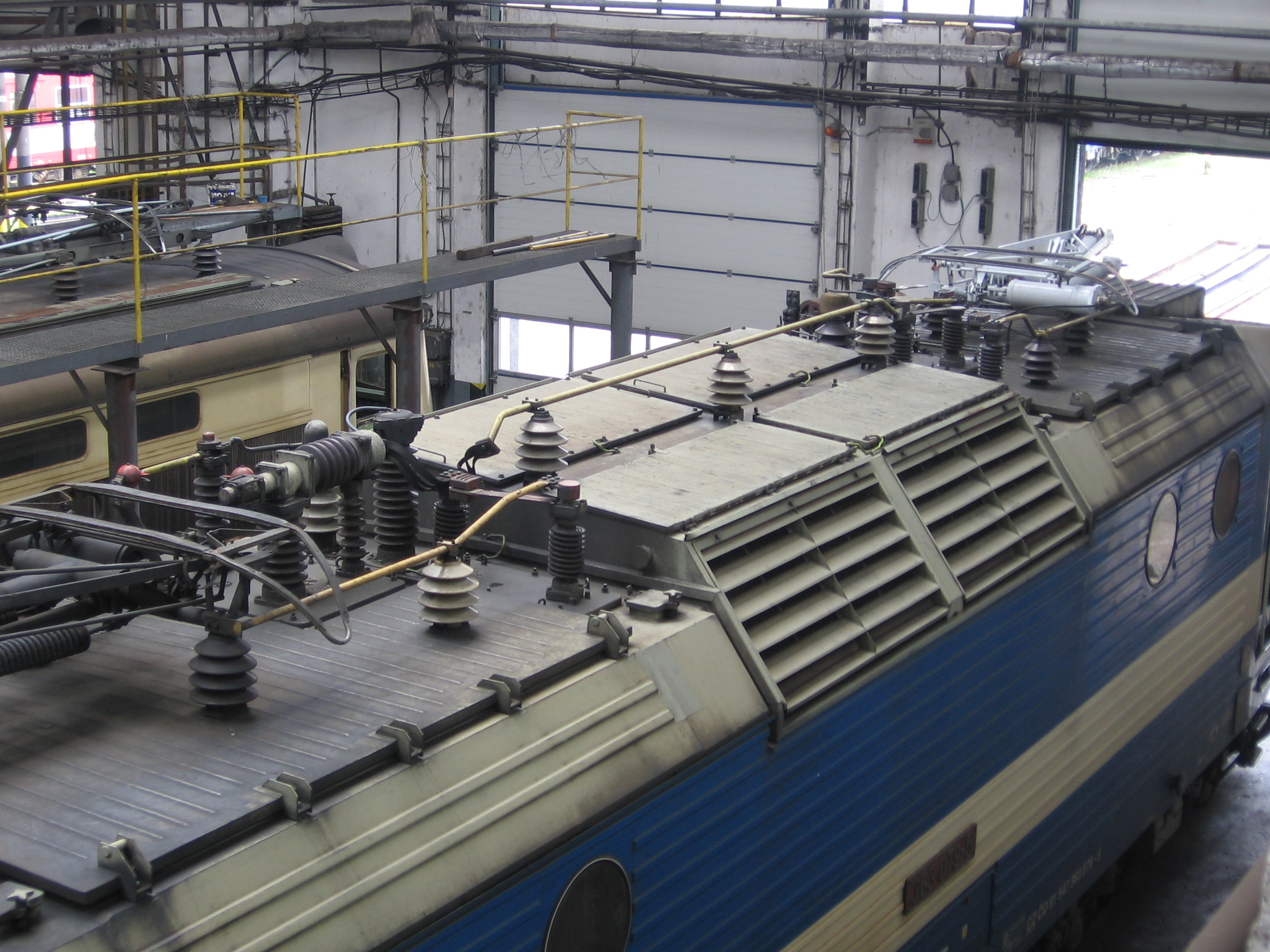
Обладнання на даху електровоза
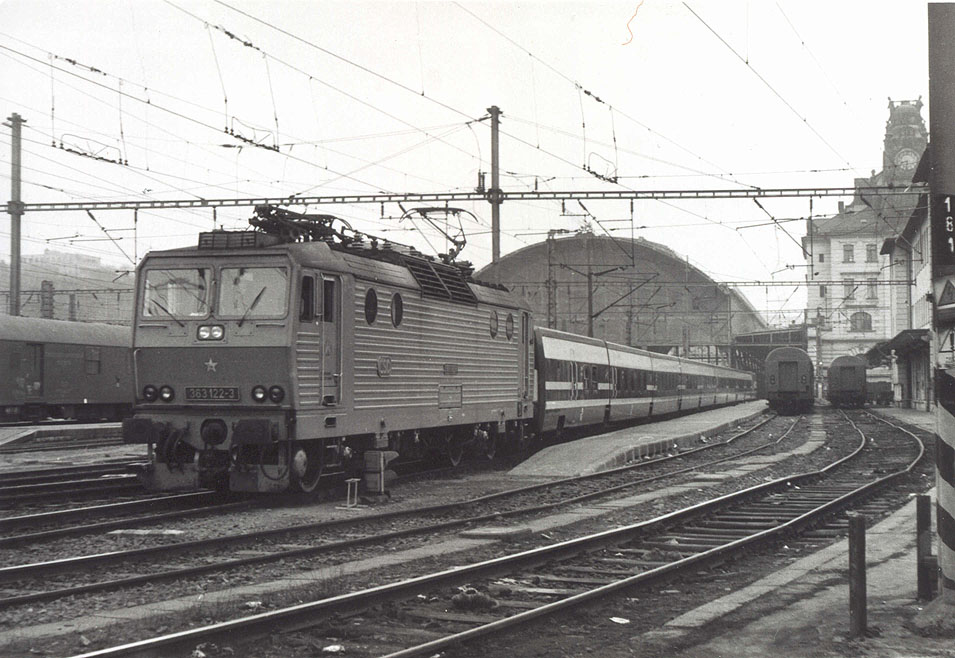
363.122 в Празі в березні 1993 року з вагонами Talgo.
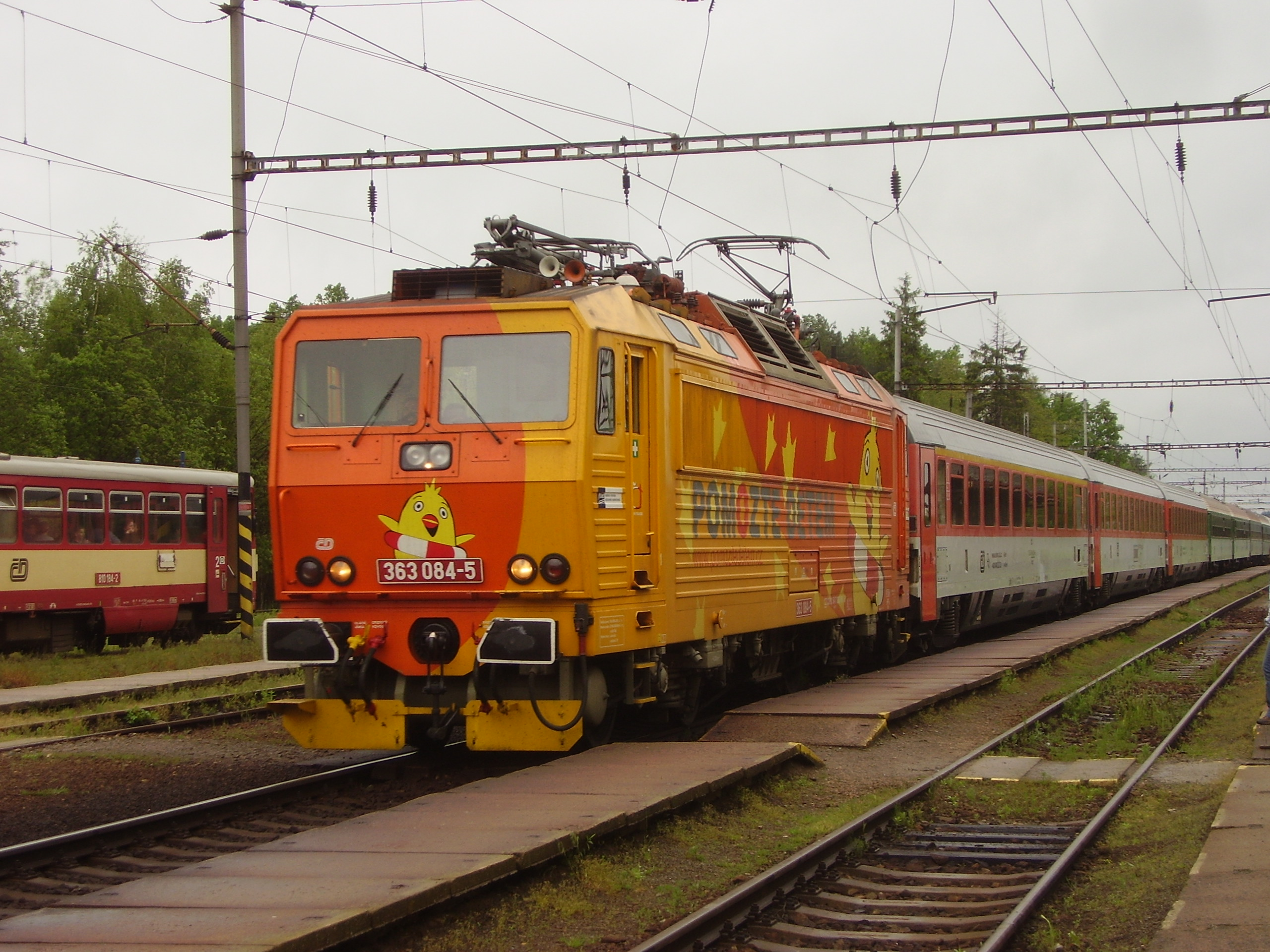